# Донские рассказы
«Донски́е расска́зы» — цикл рассказов Михаила Шолохова, написанный в первой половине — середине 1920-х годов. Главная тема этих произведений — гражданская война на Дону.

## История публикации
Впервые сборник «Донские рассказы» был опубликован в конце 1925 года в издательстве «Новая Москва», в серии «Библиотека рабоче-крестьянской молодёжи», количество — 5000 экземпляров, имеет две даты выхода: 1925 — на обложке, 1926 — на титуле.
В сборник вошло 8 рассказов:
1. Родинка
2. Шибалково семя (в оглавлении ошибочно напечатано «Шибалково семейство»)
3. Председатель Реввоенсовета республики
4. Бахчевник
5. Алёшкино сердце
6. Двухмужняя
7. Пастух
8. Коловерть

Сборник предваряло предисловие А. С. Серафимовича: 
Как степной цветок, живым пятном встают рассказы т. Шолохова. Просто, ярко и рассказываемое чувствуешь — перед глазами стоит. Образный язык, тот цветной язык, которым говорит казачество. Сжато, и эта сжатость полна жизни, напряжения и правды. Чувство меры в острых моментах, оттого они пронизывают. Огромное знание того, о чём рассказывает. Тонкий схватывающий глаз. Умение выбирать из многих признаков наихарактернейшие. Все данные за то, что т. Шолохов развёртывается в ценного писателя, — только учиться, только работать над каждою вещью, не торопиться.
В 1929 году в 16-м выпуске «Романа-газеты» под заголовком «Донские рассказы» были опубликованы следующие рассказы Шолохова:
1. Жеребёнок
2. Семейный человек
3. Шибалково семя
4. Председатель Реввоенсовета республики
5. Червоточина
6. Коловерть
7. Лазоревая степь
8. Смертный враг
9. Чужая кровь
10. Нахалёнок

«Донские рассказы» предваряло предисловие А. П. Селивановского, редактора и литературного критика, активного деятеля РАППа. Он выступал в печати с резкой критикой Б. Л. Пастернака, называл Н. С. Гумилёва «русским фашистом», но особенно отметился в травле М. А. Шолохова:
Мы отметили уже, что Шолохов входит в пролетарскую литературу, оставаясь ещё в значительной части крестьянским писателем. Это значит, между прочим, что главные трудности и испытания перед ним ещё впереди, что ему предстоит много работать, наблюдать и продумывать, чтобы стать подлинным художником пролетариата. «Донские рассказы» стоят в самом начале его творческих исканий. Они, несомненно, представляют значительный интерес и, несомненно, «дойдут» до широких слоёв читателей, вновь оживляя перед ними эпизоды недавних героических событий гражданской войны.
В 1930 годы в издательстве «Земля и фабрика» вышло издание «Донских рассказов» тиражом 50 000 экземпляров.
В 1931 году вышел сборник «Лазоревая степь. Донские рассказы. 1923―1925», в котором были опубликованы 7 из 8 рассказов (кроме «Родинки»).

## Критика
В. Якерин писал: «Книга «Донские рассказы» займёт далеко не последнее место в литературе, посвящённой воспроизведению  эпохи гражданской войны. В книге восемь небольших повестей. Все они трактуют о столкновении белого и красного казачества, причем здесь нет подкрашенных, что наиболее существенно: здесь «красный» действительно красен, а белый бел, и от перемены окраски рассказ не останется «на месте», как часто бывает у халтур-литераторов. Эти рассказы ценны еще и тем, что все они посвящены тихому Дону и, несмотря на это, не повторяются, и от каждого в отдельности веет своим, особым».
В журнале «На литературном посту» Овчаров писал: «К числу молодых, выдвигающихся писателей, хотелось бы причислить и Шолохова с его красочными, живыми «Донскими рассказами». Шолохов впервые в художественной форме сказал о социальных противоречиях, особенно ярко отразившихся на Дону, показал, насколько неправы те, что огульно всех без исключения донских казаков относят к категории отъявленных белогвардейцев. Из среды казаков  в эпоху гражданской войны выходили не только защитники «веры, царя и отечества», но и храбрые  красные бойцы, юные комвзводы, геройские руководители и организаторы первых красногвардейских отрядов на Дону. Главная тема «Донских рассказов» — раскол стариков (казаков) с сыновьями, борьба нового, рождающегося в муках, с отживающим прошлым. Очень хорош рассказ «Двухмужняя», глубок по силе охвата и меткой характеристике быта людей, обстановки «Коловерть». О таком рассказе, как «Бахчевник», трудно что-либо сказать. Образы, художественная правдивость рассказа, цельность его и, наконец, живые, яркие типы, — вот возможная характеристика этого рассказа».